# Gottfried Haase
Gottfried Haase (* 20. August 1923 in Dürrröhrsdorf; † 6. Juni 2014 in Heimsheim) war ein deutscher Politiker der SPD.

## Leben und Politik
Gottfried Haase war nach dem Zweiten Weltkrieg, den er als schwer Kriegsbeschädigter überstand, zunächst als Lehrer an der Ludwig-Uhland-Schule in Heimsheim tätig.
Haase war Mitbegründer des Ortsvereins Heimsheim der SPD und gehörte zwischen 1959 und 1965 im Landkreis Leonberg dem Kreistag an. Von 1964 bis 1980 war er Mitglied des Landtags von Baden-Württemberg. Er gewann im Wahlkreis Leonberg 1964 das Direktmandat, 1968 und 1972 jeweils ein Zweitmandat, 1976 wurde er über ein Zweitmandat des Wahlkreises Enz gewählt. Nach dem Rückzug aus der politischen Arbeit verbrachte er seinen Lebensabend aufgrund Alters bedingten Einschränkungen sehr zurückgezogen.
Er war langjähriger Mitarbeiter im Sozialverband VdK.

## Ehrungen
1978 wurde er mit dem Verdienstkreuz 1. Klasse der Bundesrepublik Deutschland ausgezeichnet. Am 12. Mai 1984 wurde ihm vom damaligen Ministerpräsidenten Lothar Späth die Verdienstmedaille des Landes Baden-Württemberg verliehen. Gottfried Haase ist Ehrenbürger seiner Heimatstadt Heimsheim.

## Einzelnachweis
1. ↑  Bekanntgabe von Verleihungen des Verdienstordens der Bundesrepublik Deutschland. In: Bundesanzeiger. Jg. 31, Nr. 45, 6. März 1979.

| Personendaten    | Personendaten                  |
| ---------------- | ------------------------------ |
| NAME             | Haase, Gottfried               |
| KURZBESCHREIBUNG | deutscher Politiker (SPD), MdL |
| GEBURTSDATUM     | 20. August 1923                |
| GEBURTSORT       | Dürrröhrsdorf                  |
| STERBEDATUM      | 6. Juni 2014                   |
| STERBEORT        | Heimsheim                      |